# Colostygia pectinataria
Thảm xanh, tên khoa học Colostygia pectinataria, là một loài bướm đêm thuộc chi Colostygia trong họ Geometridae.

## Hình ảnh

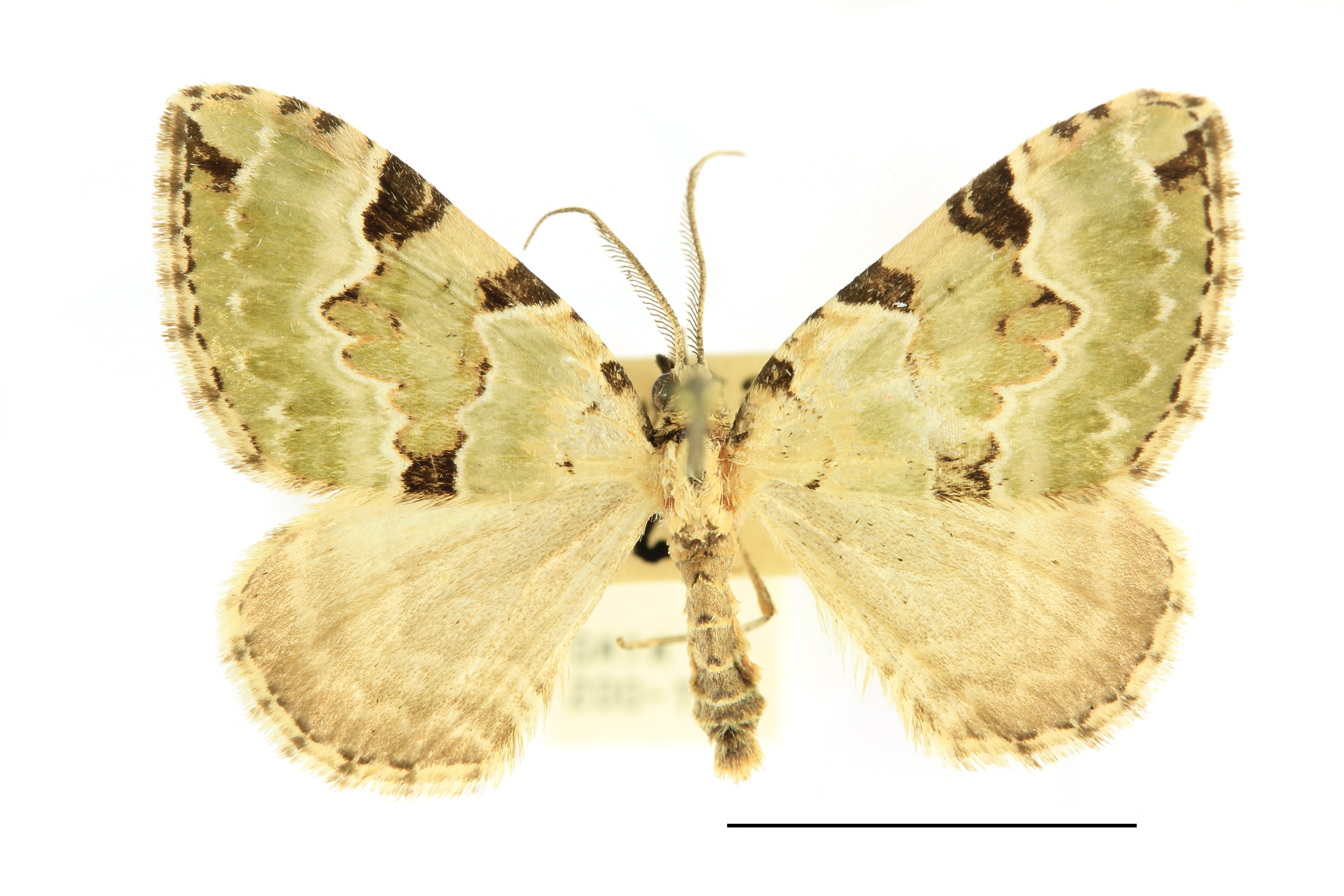
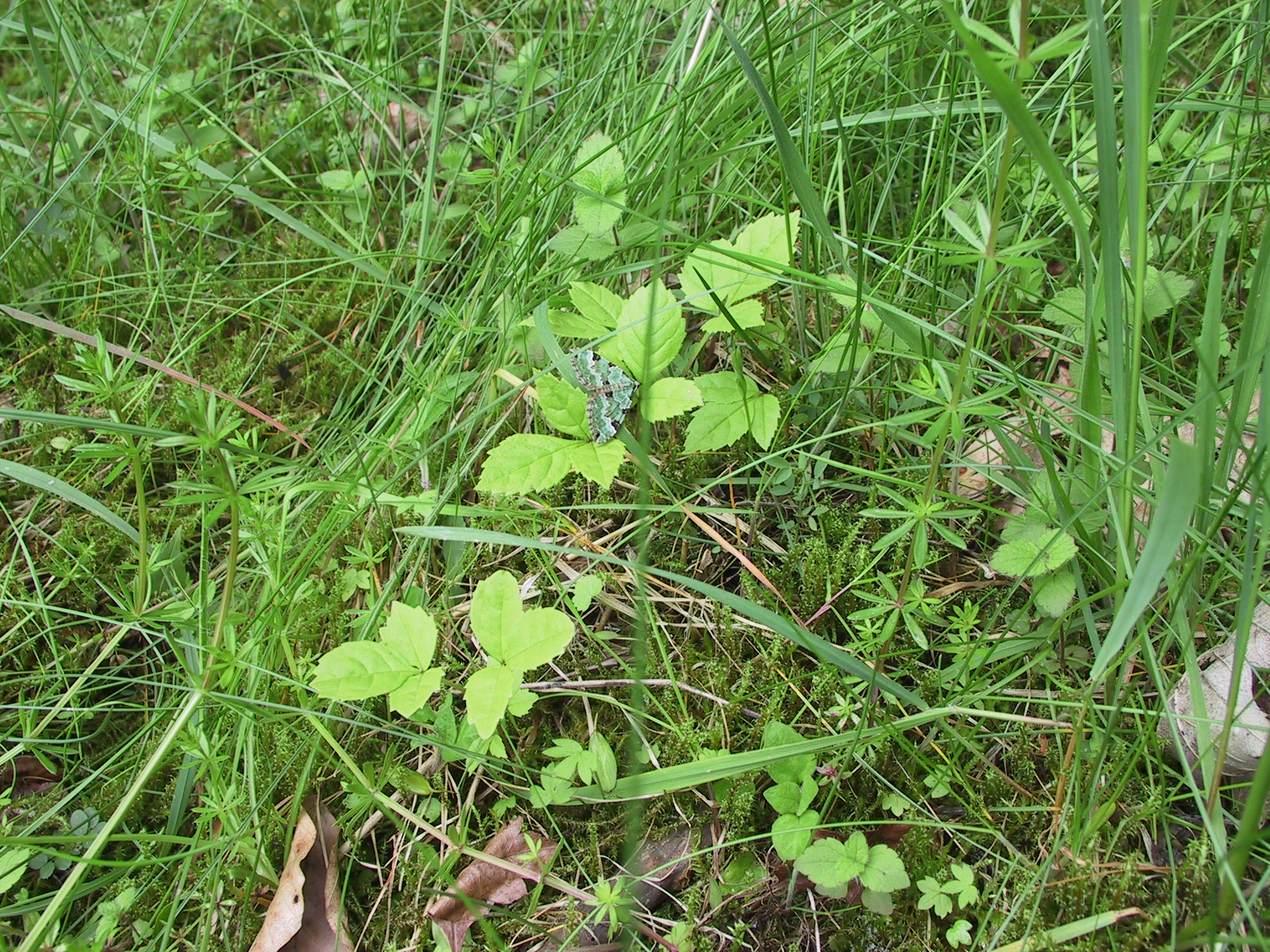
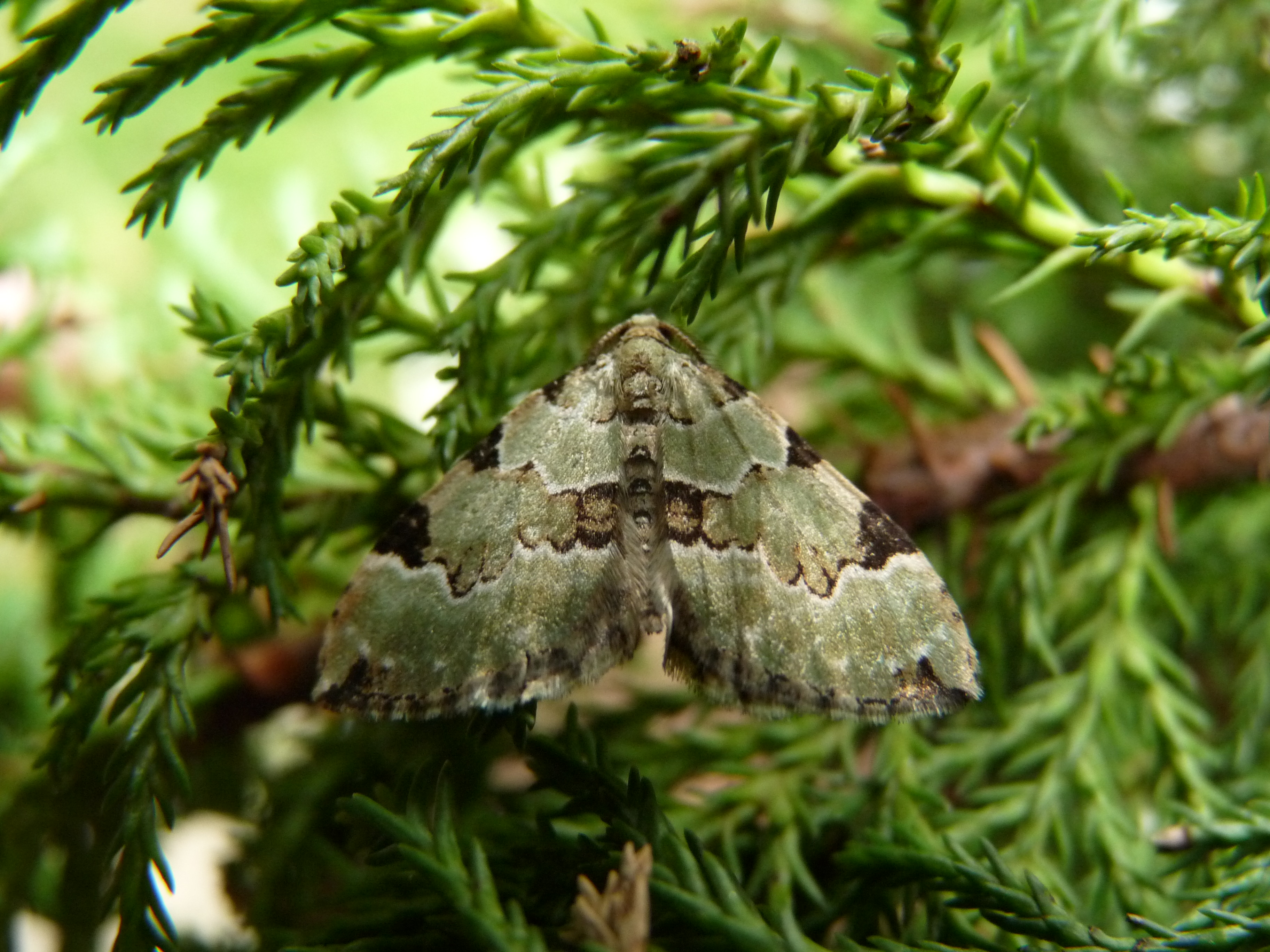
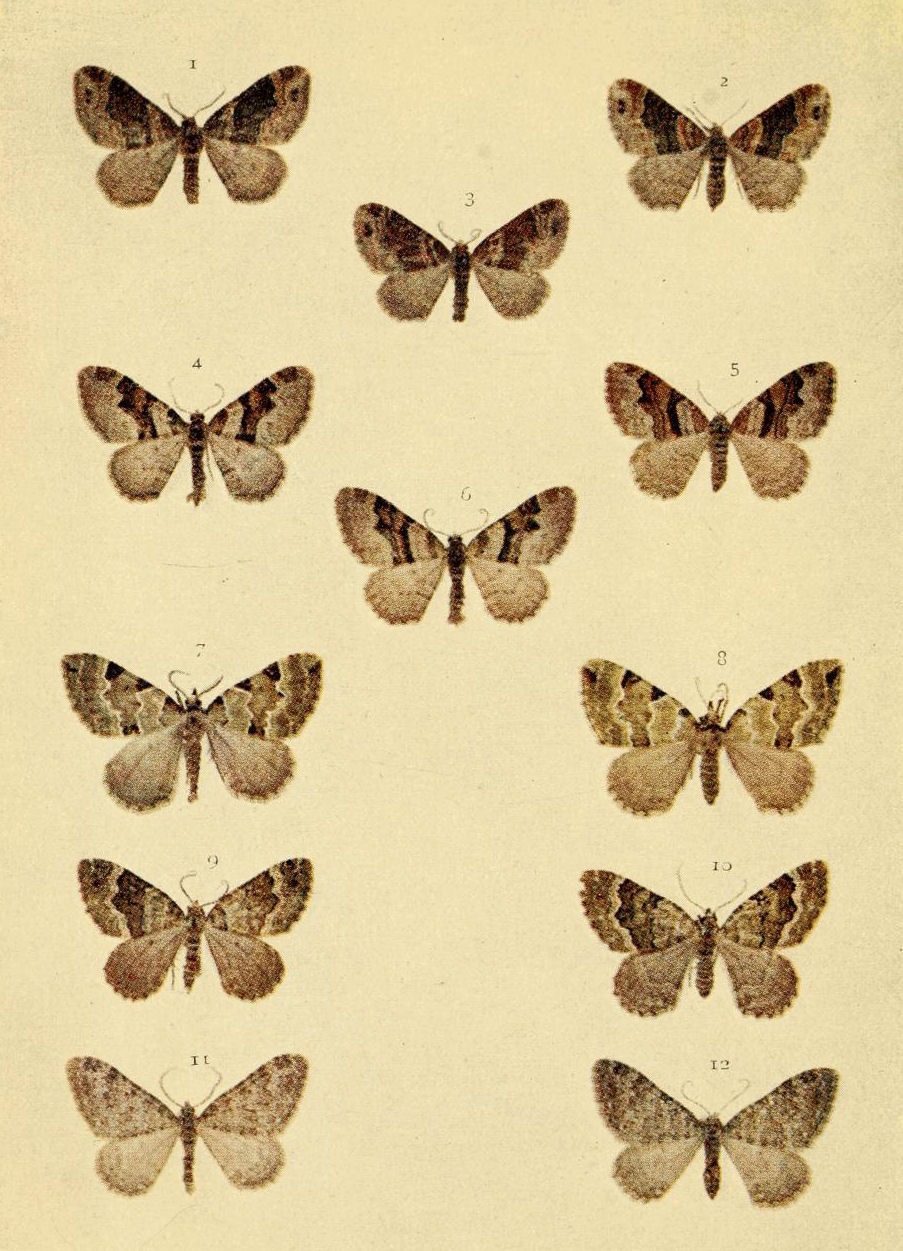